# AZ Oostende
Het AZ Oostende is een algemeen ziekenhuis in de Belgische stad Oostende sinds november 2023, toen het ontstond bij de fusie van het AZ Damiaan en het Henri Serruysziekenhuis, beide uit dezelfde stad.

## Geschiedenis

### Eerdere fusiepoging
Sinds 1999 waren er in Oostende twee ziekenhuizen:
- AZ Damiaan, een privaat ziekenhuis, in 1999 ontstaan uit de fusie tussen het algemeen ziekenhuis Heilig Hart en het algemeen ziekenhuis Sint-Jozef, sinds 2012 op één campus in de Gouwelozestraat
- het Henri Serruysziekenhuis in de Kaïrostraat, een openbaar ziekenhuis eigendom van de stad Oostende

In 2007 was er al even sprake van een Oostendse fusie tussen deze twee ziekenhuizen. Allerlei redenen, zoals het aantal bedden en de sociale gevolgen, lagen toen echter aan de basis van het wegvallen van deze optie. Het Henri Serruysziekenhuis ging daarop een fusie aan met het AZ Sint-Jan uit Brugge tot het AZ Sint-Jan Brugge-Oostende.

### Fusie
Het stadsbestuur van Oostende was niet gelukkig met het bestaan van twee verschillende, niet al te grote ziekenhuizen in Oostende, en aangezien een volledige fusie van AZ Sint-Jan Brugge-Oostende.met AZ Damiaan niet mogelijk bleek, nam het stadsbestuur initiatief om haar inbreng (Henri Serruys AV) uit het fusieziekenhuis AZ Sint-Jan Brugge-Oostende.te halen, om zo een Oostendse fusie aan te gaan.
Op 1 november 2023 ging de eerste fase van de nieuw fusie in, waarbij beide Oostendse ziekenhuizen een eigen erkenning hebben maar werken onder een gezamenlijk bestuur en directie.

### Tweede fase fusie
Het is gepland dat op 1 januari 2026 de twee Oostendse ziekenhuizen één gemeenschappelijk erkenningsnummer krijgen.

## Indeling over de twee campussen

### Doel
De toekomstvisie is om de twee campussen in Oostende te behouden, met elk andere accenten: acute zorg en spoedgevallen, pediatrie en materniteit verhuizen naar de campus Damiaan. De ambulante, poliklinische en dagziekenhuisactiviteiten en de niet-acute zorg (geplande ingrepen met lange zorg) zullen doorgaan op de campus Serruys.

### 2023
Direct bij de fusie in 2023 werden twee ziekenhuisdiensten (materniteit en pediatrie) van beide ziekenhuizen samengevoegd op één campus, namelijk Damiaan.
Kort daarna worden op de andere campus (Serruys) het slaapcentrum, de multidisciplinaire pijnkliniek en de centra voor locomotoriek (electieve orthopedie, locomotorische revalidatie), plastische heelkunde en oogheelkunde gevestigd.